# Parantica cleona
Parantica cleona är en fjärilsart som beskrevs av Stoll 1782. Parantica cleona ingår i släktet Parantica och familjen praktfjärilar. Inga underarter finns listade i Catalogue of Life.

## Bildgalleri

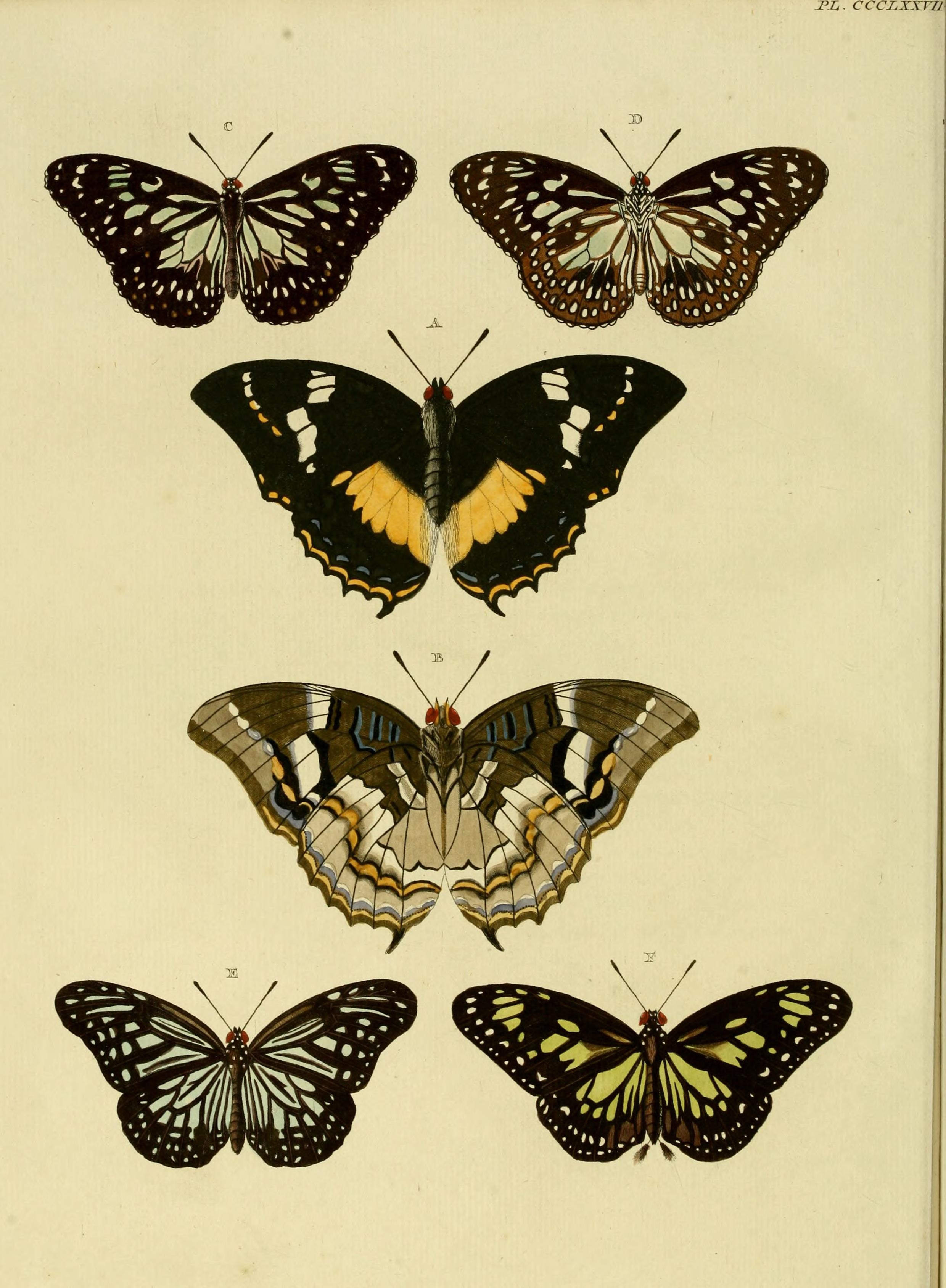